# Château de Callian
Le château de Callian est un château-fort médiéval situé en haut du village historique de Callian sur la commune de Callian, dans le département du Var, en région Provence-Alpes-Côte d'Azur, France. Remanié du XIVe au XVIIe siècle et rénové de 1966 à 1976, il s'inscrit dans une histoire séculaire, jalonnée d'une multitude de seigneurs.

## Historique
En 1249, Callian était répertorié comme étant un castrum, d'où émergent une succession de seigneurs comme Isnard II d'Agoult en 1213, Raimond de Requiston en 1230, Giraud II de Villeneuve en 1240.
En 1391, pendant la guerre de succession entre les familles Duras et la maison d'Anjou, Raymond de Turenne incendie le village. Il est ensuite reconstruit autour du château féodal au cours du quinzième siècle, ce qui constituera le village historique de Callian sur une éminence géographique.
La présence sur ces terres de la famille de Grasse est attestée entre 1374 et 1645. En 1510, Louis Antoine de Grasse donne à la façade sud-est du château un style Renaissance provençale.

Fin seizième siècle, la famille Rafélis de Broves devient propriétaire d'une partie des terres de Callian qui passera dans la famille de Lyle Taulane par mariage en fin dix-septième siècle. A la Révolution en 1792, Joseph-Ignace de Lyle Taulane doit quitter le château qui est incendié et pillé, et restera en ruines pendant cent soixante-dix ans jusqu'à ce que le bruxellois Henry Brifaut le rachète et entreprenne sa restauration.

## Informations complémentaires
Le château est actuellement propriété privée et ne se visite pas.